# Třída Vulcain
Třída Vulcain je třída minolovek francouzského námořnictva. Jejich francouzské označení je BBPD (Bâtiment-Base de Plongeurs Démineurs), tedy mateřská loď potápěčů-pyrotechniků nasazovaných při likvidaci min. Celkem byly postaveny tři jednotky této třídy. Ve službě jsou od roku 1986. Nahradily pro tuto úlohu upravené minolovky třídy Adjutant.

## Stavba
Celkem byly postaveny čtyři jednotky této třídy, které byly do služby přijaty v letech 1986–1987. Po jednom páru postavily loděnice Chantiers et ateliers de la Perrière v Lorientu a Constructions Mécaniques de Normandie (CMN) v Cherbourgu.
Jednotky třídy Vulcain:
| Jméno          | Založení kýlu   | Spuštěna           | Vstup do služby   | Status  |
| -------------- | --------------- | ------------------ | ----------------- | ------- |
| Vulcain (M611) | 15. května 1985 | 17. ledna 1986     | 11. října 1986    | aktivní |
| Achéron (M613) | 5. února 1986   | 19. listopadu 1986 | 21. dubna 1987    | aktivní |
| Styx (M614)    | 16. dubna 1986  | 3. března 1987     | 22. července 1987 | aktivní |
| Pluton (M622)  | 25. září 1985   | 15. dubna 1986     | 12. prosince 1986 | aktivní |

## Konstrukce

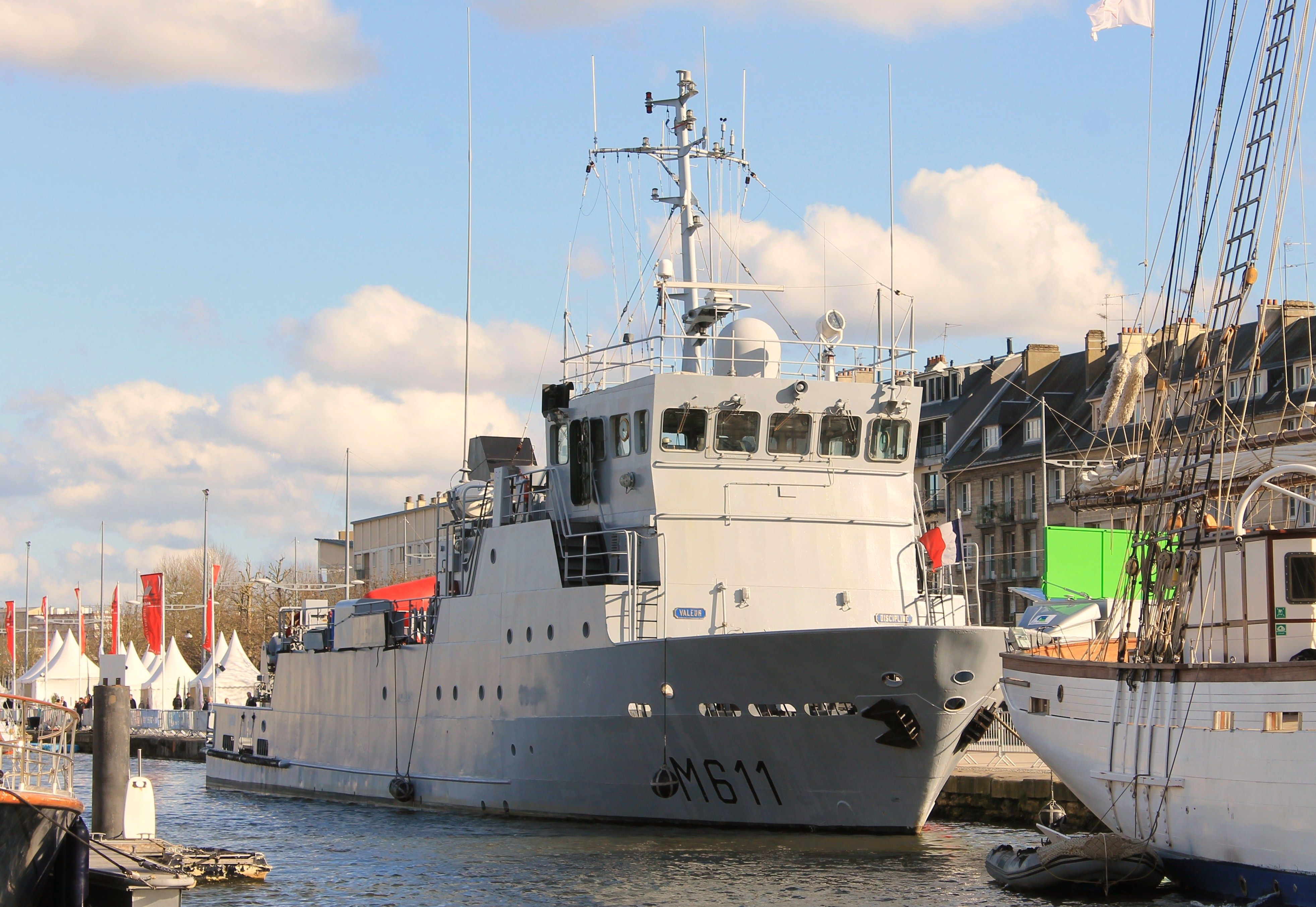
Vulcain (M611)

Posádku tvoří 15 osob a 12 potápěčů. Plavidla jsou vyzbrojena jedním až dvěma 12,7mm kulomety. Jsou vybavena dvěma jeřáby a dvěma čluny RHIB. Pohonný systém tvoří dva diesely SACM-Wärtsilä UD30V16M3 o výkonu 2200 hp, pohánějící dva lodní šrouby. Nejvyšší rychlost dosahuje 13,5 uzlu.